# Мохаммад бин Фахад бин Муфлих аль-Кахтани
Мохаммад бин Фахад бин Муфлих аль-Кахтани (араб. محمد فهد مفلح القحطاني‎; род. 1965, Саудовская Аравия) — саудовский экономист, профессор Института дипломатических исследований МИД Саудовской Аравии. Правозащитник, диссидент, основатель и руководитель саудовской Ассоциации защиты гражданских и политических прав (АГПП). За свою правозащитную деятельность был в марте 2013 г. приговорён к десяти годам заключения. Узник совести по версии Amnesty International.